# Velyka Bilozerka (huyện)
Huyện Velyka Bilozerka (tiếng Ukraina: Великобілозерський район, chuyển tự: Velyka Bilozerkas’kyi raion) là một huyện của tỉnh Zaporizhia thuộc Ukraina. Huyện Velyka Bilozerka có diện tích 469 km², dân số theo điều tra dân số ngày 5 tháng 12 năm 2001 là 9337 người với mật độ 20 người/km2. Trung tâm huyện nằm ở Velyka Bilozerka.